# Forever in love
Forever in Love is een Engelstalige single van de Belgische band Sylver uit 2001.
De single bevatte daarnaast een "3 Drives radio mix" van het lied.
Het liedje verscheen op hun album Chances uit 2001.

## Meewerkende artiesten
Producer: 
- Regi Penxten
- Wout Van Dessel

Artiest:
- Silvy De Bie (zang)